# Le canzoni della nostra storia
Le canzoni della nostra storia è un'antologia del gruppo musicale italiano Pooh, pubblicata il 20 novembre 2020.

## Il disco
Le canzoni della nostra storia è il progetto discografico celebrativo dell’incredibile percorso artistico dei Pooh. Il cofanetto è disponibile in due versioni, 4 CD e 3 LP.
Le canzoni della nostra storia vuole essere un momento di riconoscimento dell’enorme successo di un gruppo tra i più importanti e amati nella storia della musica italiana, ripercorrendo, attraverso 72 grandi hit ed alcune imperdibili chicche, i cinque decenni di attività della band.
Sebbene sia molto difficile raccogliere in un cofanetto il meglio di un percorso artistico così prolifico e costellato di successi, ne Le canzoni della nostra storia ci sono i brani più famosi e amati dal pubblico (moltissimi dei quali diventati dei veri e propri evergreen) pubblicati durante l’intero arco della vita musicale dei Pooh. Non mancano alcune chicche, recuperate grazie a Giancarlo Lucariello, storico produttore e figura chiave del gruppo (produsse 5 album tra il 1971 e il 1975, nel periodo d’oro dei Pooh). Tra queste, l’inedito Meno male, il primo provino in assoluto di Tanta voglia di lei: una versione totalmente diversa del brano (prima ancora del loro approdo in CBS), che difatti porta un titolo e un testo completamente diverso da quello comparso poi nell’album Opera prima del 1971.

## Tracce

### CD 1
1. Meno male (Facchinetti-Negrini) - 3'38" - Voce principale: Dodi
2. Tanta voglia di lei
3. Piccola Katy
4. Per quelli come noi
5. Brennero '66
6. Mary Ann
7. La solita storia
8. In silenzio
9. Io e te per altri giorni
10. Alessandra
11. Parsifal (parte I)
12. Parsifal (parte II)
13. Noi due nel mondo e nell'anima
14. Pensiero
15. Il tempo, una donna, la città
16. Tutto alle tre
17. Quello che non sai
18. Quinta stagione
19. Mediterraneo

### CD 2
1. Rotolando respirando
2. Dammi solo un minuto
3. Il ragazzo del cielo
4. Viva
5. Pierre
6. In diretta nel vento
7. 50 primavere
8. Notte a sorpresa
9. Ci penserò domani
10. Io sono vivo
11. Non siamo in pericolo
12. Chi fermerà la musica
13. Canterò per te
14. Pronto, buongiorno è la sveglia
15. Musica
16. Stare senza di te
17. Linda
18. Giulia si sposa
19. Venti
20. Lettera da Berlino est
21. Stella del sud

### CD 3
1. Ragazzi del mondo
2. La mia donna
3. Canzone per Lilli
4. Se nasco un'altra volta
5. Asia non Asia
6. Giorni infiniti
7. I bambini ci guardano
8. Santa Lucia
9. Per te domani
10. Senza frontiere
11. La ragazza con gli occhi di sole
12. Uomini soli
13. Donne italiane
14. Napoli per noi
15. Il cielo è blu sopra le nuvole
16. Maria marea
17. Le canzoni di domani

### CD 4
1. Amici per sempre
2. La donna del mio amico
3. Se balla da sola
4. Mi manchi
5. Stai con me
6. Vita
7. Figli
8. Capita quando capita
9. La casa del sole
10. Pugni chiusi
11. Un ragazzo di strada
12. Maria marea
13. Pierre
14. Dove comincia il sole
15. L'aquila e il falco